# Euplexaura flava
Euplexaura flava är en korallart som först beskrevs av Nutting 1910.  Euplexaura flava ingår i släktet Euplexaura och familjen Plexauridae. Inga underarter finns listade i Catalogue of Life.